# Зубов, Валентин Платонович
Граф Валенти́н Плато́нович Зу́бов (10 (22) ноября 1884, Санкт-Петербург — 9 ноября 1969, Париж) — русский искусствовед, доктор философии (1913), основатель Института истории искусств (1912), первый директор Дворца-музея в Гатчине (1917—1918).

## Биография
Валентин Платонович был младшим из трёх сыновей в семье тайного советника графа Платона Александровича Зубова и Веры Сергеевны, урождённой Плаутиной. По линии отца — правнук графа Николая Зубова и праправнук Суворова.
Образование получил домашнее, хотя и числился учеником 2-й Санкт-Петербургской гимназии на Казанской улице. Зубов писал в своих воспоминаниях «Страдные годы»: «Учился дома и каждую весну сдавал переходные экзамены. К молодому оболтусу ходила целая орава учителей, и мне было, конечно, труднее, чем школьникам: во-первых, знать урок надо было всегда, во-вторых, и подбор учителей был высокого калибра. Тем не менее я глубоко благодарен матери за эту систему». Сдав в 1904 году экстерном гимназические экзамены, Валентин Платонович поступил на историко-филологический факультет Санкт-Петербургского университета, который вскоре оставил «получив холодный душ». Потом продолжил учёбу в Гейдельбергском (1905), где пробыл всего два семестра, Берлинском, Лейпцигском (лето 1908) университетах.
В 1912 году на личные средства на первом этаже семейного дома на Исаакиевской площади Зубов открыл первый в России Институт истории искусств. 
В 1913 году Валентин Платонович защитил докторскую диссертацию, с 1915 — профессор, читал лекции в институте, в 1912—1921 годах — ректор, с 1921 по 1924 — председатель президиума института. После революции Зубов продолжил работу, получив разрешение от наркома просвещения Луначарского. К 1925 году институт насчитывал в около тысячи студентов и приблизительно сотню профессоров, доцентов и иных научных сотрудников.
В 1917 году вместе с директором музея и художественной школы Штиглица Александром Половцовым и редактором-издателем журнала «Старые годы» Петром Вейнером Зубов был направлен во главе приемной комиссии в Гатчинский дворец, в сентябре возглавил работу по эвакуации художественных ценностей. 22 ноября наркомом Луначарским назначен директором Гатчинского музея-дворца.
Неоднократно подвергался арестам: 15 ноября 1917 года арестован в Гатчине, 26 ноября освобождён из-под ареста. 7 марта 1918 арестован вместе с великим князем Михаилом Александровичем, 9 марта 1918 освобождён. 2 августа 1922 года арестован в Москве и заключён во внутреннюю тюрьму на Лубянке, позднее переведён в Бутырскую тюрьму. 2 сентября отправлен в Петроград и заключен в Дом предварительного заключения. 2 декабря освобожден.
15 января 1925 года вышел в отставку, 16 июля выехал с женой за границу. Эмигрировал в Германию, затем перебрался во Францию, где занимался продажей произведений искусства. После Второй мировой войны переехал в Париж.
Член Союза русских дворян. С 1951 года — генеральный секретарь правления Русской академической группы в Париже. Читал лекции в Русском научном институте (1951—1960), на Высших женских богословских курсах (1953—1955), в Центре по изучению православия при Богословском институте в Париже (1954—1955), на славянском факультете Католического института (1956).
Масон. В 1961 стал членом масонской ложи «Юпитер», в 1965 году покинул её и вошёл в «регулярную» русскую «Новая Астрея», в 1967 году стал великим секретарём (канцлером) державного капитула «Астрея».
Валентин Платонович Зубов скончался 9 ноября 1969 года в Париже; похоронен на кладбище Пер-Лашез.

## Семья
Граф Валентин Платонович был женат трижды:
- Его первой женой (с 29 апреля 1907 года; Флоренция)[4] была Софья Иппа (1886—1955, Зальцбург), дочь коллежского советника. Брак закончился разводом в 1910 году. Их дочь:
  - Анастасия (28 февраля 1908 — 19 марта 2004) — в замужестве Беккер.
- вторая жена с 29.11.1917 года (развелись в октябре 1918) библиотекарь Екатерина Гвидовна Пенгу (1888—1966, Штуттгарт). В браке родился сын:
  - Иван (24 августа 1918 - 26 апреля 2015) — музыкант, проживал в Штуттгарте.
- третья жена с 1923 студентка Российского института истории искусств Анна Иосифовна Бичуньска (2 (20).07.1898—8 ноября 1981). Свадьба состоялась в Белом зале института вскоре после освобождения графа из тюрьмы. Её подруга, поэтесса И. М. Наппельбаум писала: «В большом белом зале множество народу. Длинные столы, накрытые по-графски. Ждали их приезда из ЗАГСа. Все стоя их приветствовали и подняли за них бокалы. Нюта была нарядная, с цветком в волосах, но без фаты, без белого платья. Тоныч — в костюме. (Для свадьбы было продано много больших портьер.)[5]».

## Деятельность
Валентин Платонович Зубов был автором множества работ по истории искусства. В 1920-е годы он печатался в газете «Жизнь искусства», защищая музейные ценности: «Значение мелкой музейной единицы» (20 июня 1922 г. № 24. С. 1), «В Эрмитаже Павловской статуе обломали руки» (1922. 27 июня. № 25. С. 2), «К предстоящей музейной конференции. I.» (1922. 11 июля. № 27. С. 1). А также в «Красной газете»: «Почему не надо разрушать дворцов-музеев» (1922. 2 июня. № 121(1273).
В 1950—1960-х годах занимался изучением русской иконописи и апокрифов.

## Сочинения
- Карло ди Джиованни Росси: К истории упадка петербургского ампира. 1913.
- Царь Павел I. Человек и судьба. 1963.
- Страдные годы России : Воспоминания о революции (1917—1925). — Munchen : Wilhelm Fink, 1968. — 157 c.
  - Страдные годы России : Воспоминания о революции (1917—1925). — М. : Индрик, 2004. — 320 с.